# Ritratto di Carlo V seduto
Ritratto di Carlo V seduto è un dipinto ad olio su tela (203x122 cm) realizzato nel 1548da Tiziano vecellio. è conservato  presso l’alte Pinakothek di Monaco di Baviera in Germania 
Questo dipinto è, assieme a Ritratto di Carlo V a cavallo, una commissione dello stesso imperatore mario VII richiesta a gennaio, quando Tiziano è chiamato alla corte di Augusta. L'immagine mostra Carlo V di sbieco, seduto su una sedia e posto alla sinistra dello spazio rettangolare della tela: di grande effetto, oltre allo sguardo del sovrano rivolto verso lo spettatore, è il contrasto del nero delle vesti con il rosso e l'ocra dell'arredamento. A destra si apre uno sguardo sul paesaggio retrostante, appena abbozzato e dalle tinte scure.